# Dekanat La Divina Providencia (archidiecezja Cartagena de Indias)
Dekanat La Divina Providencia – jeden z 11 dekanatów rzymskokatolickiej archidiecezji Cartagena de Indias w Kolumbii. 
Według stanu na styczeń 2017 w skład dekanatu La Divina Providencia wchodziło 10 parafii rzymskokatolickich. Urząd dziekana sprawował wówczas Pedro S. Arrieta Payares. 

## Lista parafii
Źródło:
| Lp. | Miejscowość         | Parafia                                              | Grafika | Kościół                                                                    | Adres                                               | Proboszcz                            |
| --- | ------------------- | ---------------------------------------------------- | ------- | -------------------------------------------------------------------------- | --------------------------------------------------- | ------------------------------------ |
| 1   | Cartagena de Indias | Parafia Opatrzności Bożej                            |         | Kościół Opatrzności Bożej w Cartagena de Indias                            | La Providencia.Diag.71A Lt D 1, Cartagena           | ks. Jaime Álvarez                    |
| 2   | Cartagena de Indias | Parafia Wniebowzięcia Najświętszej Maryi Panny       |         | Kościół Wniebowzięcia Najświętszej Maryi Panny w Cartagena de Indias       | El Recreo Cr 80 D # 31 H-24, Cartagena              | ks. Arnaldo Francisco Galvis Barrios |
| 3   | Cartagena de Indias | Parafia św. Teresy                                   |         | Kościół św. Teresy w Cartagena de Indias                                   | Alameda la Victoria.Mza.CP Lote 6 Cartagena         | ks. Miguel Castellar Carmona         |
| 4   | Cartagena de Indias | Parafia Niepokalanego Serca Najświętszej Maryi Panny |         | Kościół Niepokalanego Serca Najświętszej Maryi Panny w Cartagena de Indias | Simón Bolívar Mz 28-35 Parque Central, Cartagena    | ks. Jhan Carlos Marín Polo           |
| 5   | Cartagena de Indias | Parafia Matki Bożej Nadziei z el Camino              |         | Kościół Matki Bożej Nadziei z el Camino w Cartagena de Indias              | Nelson Mandela Sector de las Vegas Cartagena        | ks. Fredy Navarro                    |
| 6   | Cartagena de Indias | Parafia św. Józefa z Leonessy                        |         | Kościół św. Józefa z Leonessy w Cartagena de Indias                        | San José de los Campanos Cr 101 # 39H-75, Cartagena | ks. Elkin Rafael Merlano Ruíz        |
| 7   | Cartagena de Indias | Parafia św. Jana Bosco                               |         | Kościół św. Jana Bosco w Cartagena de Indias                               | San Fernando Cr 82 # 22-124, Cartagena              | ks. Amílcar Beiras Figueroa          |
| 8   | Cartagena de Indias | Parafia św. Mikołaja                                 |         | Kościół św. Mikołaja w Cartagena de Indias                                 | El Socorro Plan 500B Mz 132 Lote 4, Cartagena       | ks. Pedro Salvador Arrieta Payares   |
| 9   | Cartagena de Indias | Parafia św. Mikołaja                                 |         | Kościół św. Mikołaja w Cartagena de Indias                                 | Ternera Cll 30 # 86-74, Cartagena                   | ks. Jesús Antonio Ruiz Ramírez OFM   |
| 10  | Turbaco             | Parafia Najświętszej Maryi Panny Królowej Pokoju     |         | Kościół Najświętszej Maryi Panny Królowej Pokoju w Turbaco                 | El Rodeo entre los sectores 1 y 2, Turbaco          | ks. Erick Samir Domínguez Velásquez  |